# Yasmina Hernández
Yasmina Hernández (San Cristóbal de La Laguna, 24 aprile 1984) è un'ex pallavolista spagnola.
Giocava nel ruolo di schiacciatrice ed opposto.

## Carriera
La carriera di Yasmina Hernández inizia nel 1998 tra le file del Club Voleibol Tenerife: nonostante agli esordi fosse solo una riserva, il sodalizio col club bianco e azzurro dura fino al 2003. Pur non giocando titolare, vince quattro volte il campionato, cinque volte la Coppa della Regina ed una la Supercoppa spagnola; durante la permanenza al Tenerife, ottiene le prime convocazioni in nazionale nell'estate del 2002.
Dopo una stagione al Club Voleibol Benidorm, si trasferisce al Club Voleibol Aguere, squadra della sua città natale. Nel 2006 è al Club Voleibol Universidad de Valencia, ma già a metà stagione cambia squadra, andando a giocare nel Club Voleibol Albacete. Nel 2007 viene ingaggiata dal Club Voleibol Diego Porcelos, squadra di Burgos.
Nel 2008 ritorna a giocare nel Club Voleibol Tenerife, con cui vince la Supercoppa spagnola, venendo anche eletta MVP della manifestazione.
La stagione successiva è segnata da un nuovo ritorno al Club Voleibol Aguere, con cui vince il suo quinto scudetto. Si ritira al termine della stagione 2010-11.

## Palmarès

### Club
- Campionato spagnolo: 5

1998-99, 1999-00, 2000-01, 2001-02, 2009-10
- Coppa della Regina: 5

1998-99, 1999-00, 2000-01, 2001-02, 2002-03
- Supercoppa spagnola: 2

2002, 2008

### Premi individuali
- 2008 - Supercoppa spagnola: MVP